# Charles Depéret
Charles Jean Julien Depéret (Perpiñán, 25 de junio de 1854–Lyon, 18 de mayo de 1929) fue un geólogo y paleontólogo francés.

## Biografía
Después de estudiar en el liceo François Arago de Perpiñán, se trasladó a París, donde se doctoró en ciencias naturales (1885). Trabajó como médico militar de 1877 a 1888; primero, en Argelia, entonces colonia francesa, y posteriormente en Grenoble y en el cuartel de Sathonay a las afueras de Lyon. En 1888, se convirtió en profesor de mineralogía y geología en la universidad de Marsella y en 1889 obtuvo la plaza de profesor de geología de la facultad de ciencias de la Universidad de Lyon, de donde más adelante sería profesor de paleontología (1924-1929), catedrático de geología y decano. Durante su estancia en la Universidad de Lyon retomó y completó los trabajos de Charles-François Fontannes sobre el Terciario del Valle del Ródano y se encargó de un importante estudio que Claude Jourdan había dejado inconcluso sobre los mamíferos del Terciario y del Cuaternario. 
En 1878 publicó su primera obra sobre los murciélagos del Rosellón, y en 1880 su primera publicación geológica. Al año siguiente se licenció en ciencias naturales y se hizo miembro de la Sociedad Geológica de Francia. En 1885, en París, defendió una tesis doctoral en ciencias, bajo la dirección de Jean Albert Gaudry. Al empeorar su salud, el ejército le dio de baja y comenzó una carrera académica bajo la dirección de Edmond Hébert. Luego se convirtió en geólogo y paleontólogo y fue defensor de los controvertidos resultados de los artefactos prehistóricos de Glozel, donde realizó excavaciones. Fue profesor de geología en la Facultad de Ciencias de Marsella en 1888 y, al año siguiente, profesor de geología en la Facultad de Ciencias de Lyon, donde tuvo como alumnos a Jean Viret y Frédéric Roman. Fue decano de la facultad desde 1896 hasta su muerte.

## Especies descritas
- Amphirhagatherium (1908)[6]
- Hydrobia deydieri, ahora llamado Belgrandia deydieri (Gustave Sayn, 1901)[7]
- Carcharodontosaurus saharicus (Justin Savornin, 1925)[8]
- Cricetodon (Deperetomys) rhodanicus (1887)[9]
- Dolichopithecus ruscinensis, Adelopithecus hypsilophus y Dolichopithecus hipsulophus (1889)[10]